# Wangmugong
Wangmugong (kinesiska: 王母宫镇, 王母宫) är en köping i Kina. Den ligger i provinsen Shandong, i den östra delen av landet, omkring 130 kilometer öster om provinshuvudstaden Jinan.
Genomsnittlig årsnederbörd är 733 millimeter. Den regnigaste månaden är juli, med i genomsnitt 262 mm nederbörd, och den torraste är januari, med 9 mm nederbörd.